# Stallenalm (Thiersee)
Die Stallenalm ist eine Alm im Karwendel auf 950 m ü. A. oberhalb des Stallenbachs auf dem Gemeindegebiet von Thiersee.
Sie liegt direkt an der Forststraße zur Ackernalm.